# Хоземанн, Теодор

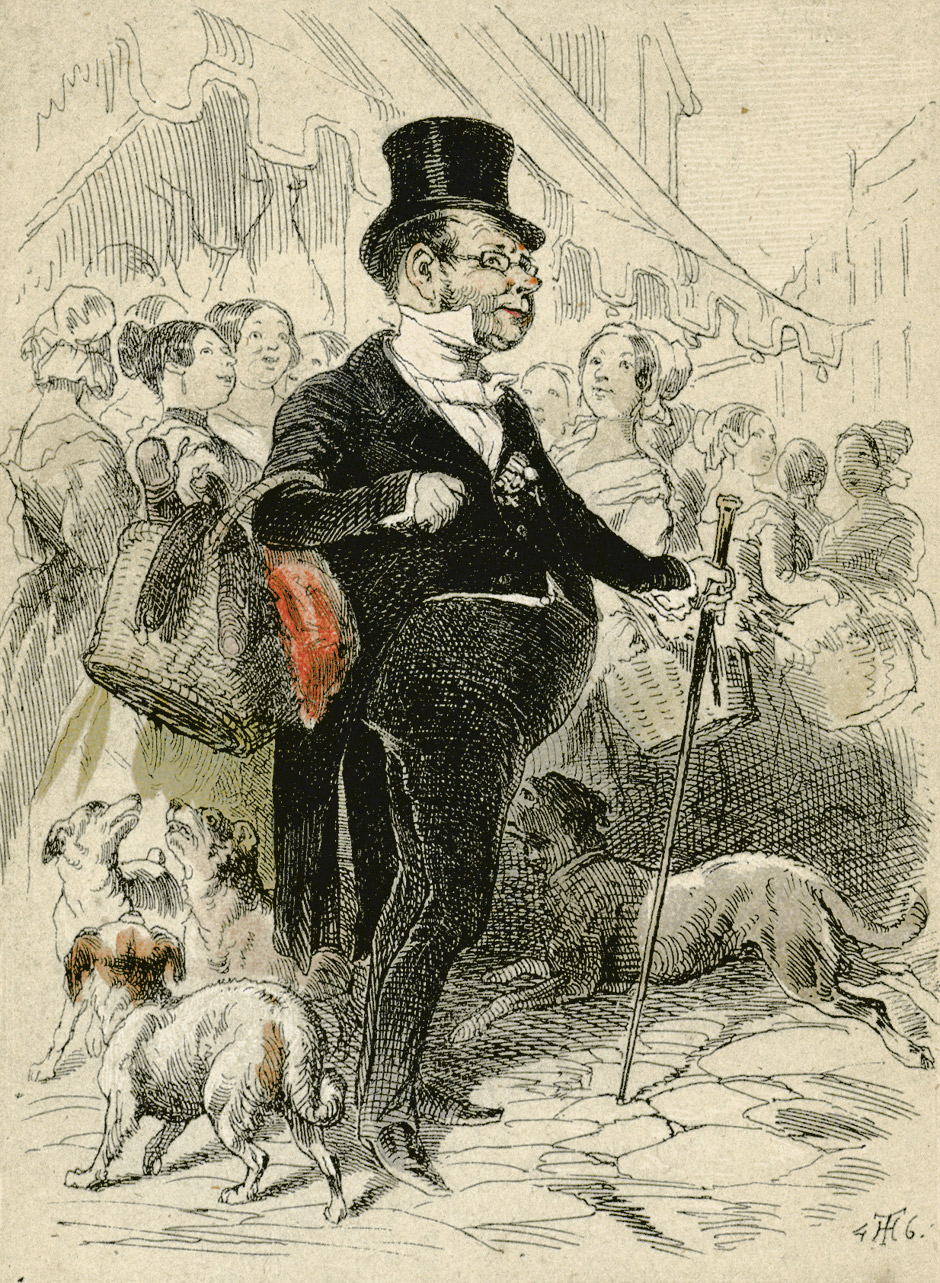
Литография

Теодор Хоземанн (нем. Theodor Hosemann; 24 сентября 1807, Бранденбург-на-Хафеле, провинция Бранденбург, королевство Пруссия — 15 октября 1875, Берлин, Германская империя) — немецкий живописец, рисовальщик, иллюстратор и карикатурист. Педагог, профессор (с 1857). Действительный член Прусской королевской академии искусств (с 1860).

## Биография
Родился в семье прусского офицера. В 1819 году в 12-летнем возрасте был принят учеником в Дюссельдорфское литографическое издание «Arnz & Winckelmann». В 1822 году Т. Хоземанн уже был постоянным работником издательства, гравёром. Тогда же поступил на учёбу в Дюссельдорфскую Академию художеств.
В 1828 году Т. Хоземанн стал главным художником в берлинском издательстве «Winckelmann & Söhne». Занялся иллюстрированием детских книг и журналов. Сотрудничал со многими берлинскими издательствами.
С 1834 по 1852 год, сотрудничая с известным писателем-юмористом и сатириком, редактором и издателем Адольфом Гласбреннером, иллюстрировал более 32 его произведений.
В 1842—1855 годах был членом литературного общества Туннель через Шпрее. В 1850-х годах он также был связан с немецкой литературной группой Рютли, редактировал свой ежегодник, украшенный выгравированными им иллюстрациями.
В 1857 году был назначен профессором Прусской королевской академии искусств (Königlich Preußische Akademie der Künste, ныне Берлинская академия искусств). В 1860 году стал действительным членом этой Академии.
В числе его известных учеников — Генрих Цилле.

## Творчество
Представитель бидермейера.
Активно занимался книжным иллюстрирование. Среди его работ: «Приключения барона Мюнхгаузена», собрание сочинений Эрнста Гофмана, «Парижские тайны» Эжена Сю, «Дюймовочка» Ганса Кристиана Андерсена, произведения Йозефа фон Эйхендорфа, Эрнста Морица Арндта и др.
Автор популярных ироничных бытовых сценок жизни Берлина периода бидермейер.

## Память
- Именем Теодора Хоземанна в 1910 году названа одна из улиц берлинского округа Панков.

## Избранные работы

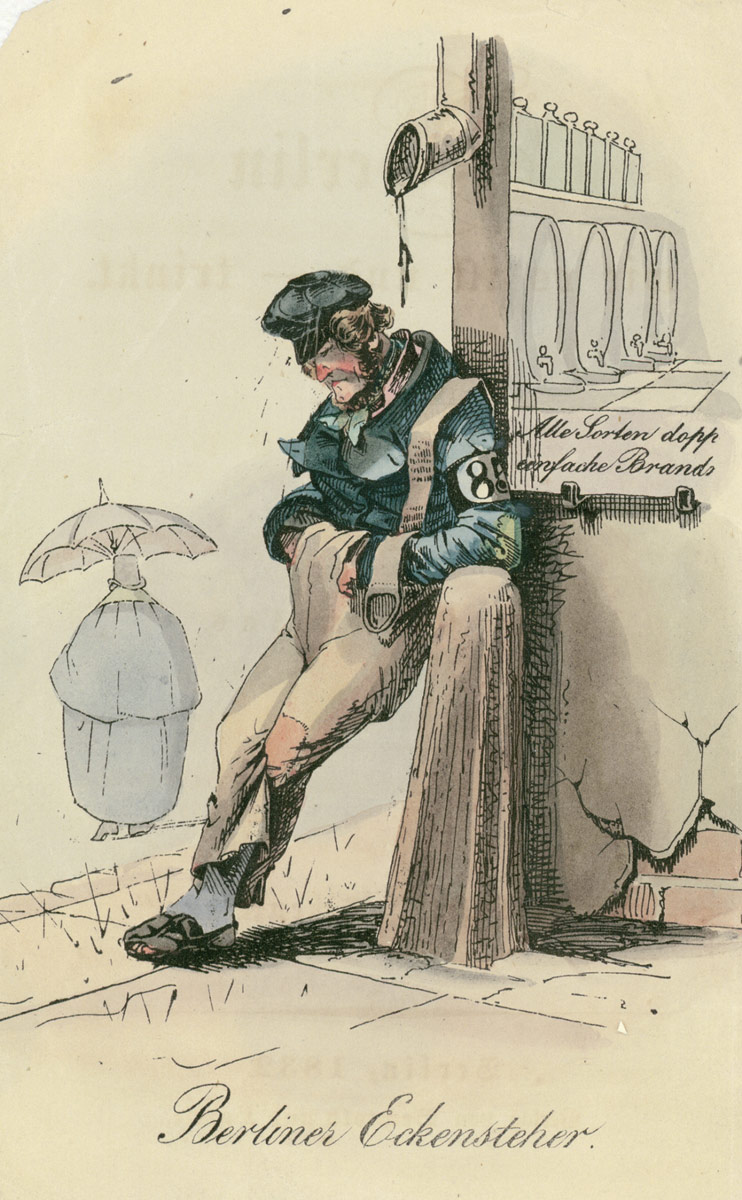
Пьяный. Из серии «Берлин не в восторге». 1834-1848
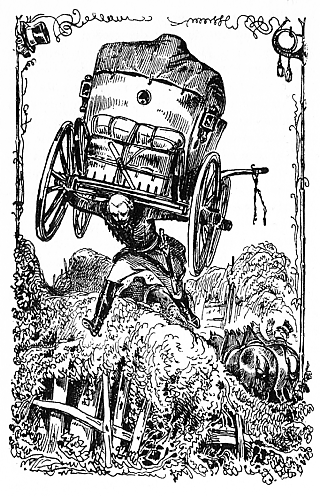
Иллюстрация к «Приключениям барона Мюнхгаузена»
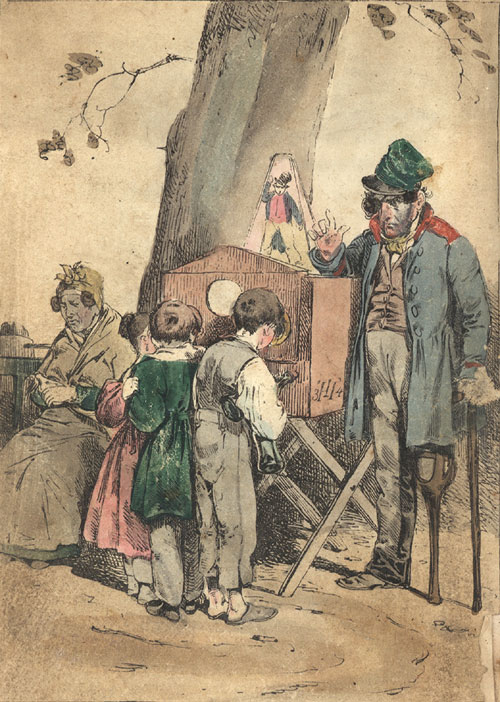
Пип-представление
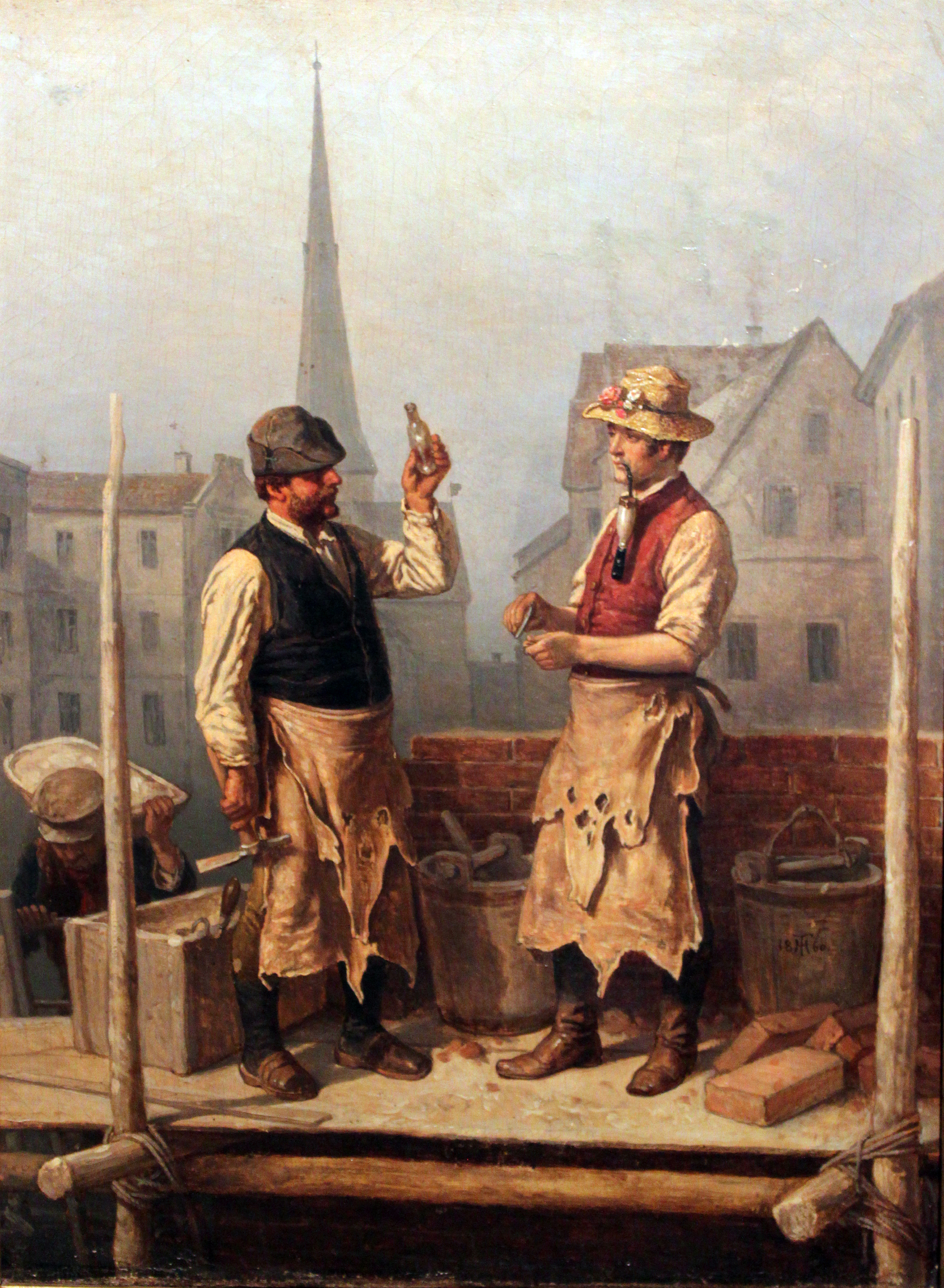
Каменщики на строительстве Красной Ратуши в Берлине